# Città Sant'Angelo
Città Sant'Angelo est une commune italienne d'environ 15 020 habitants, située dans la province de Pescara, dans la région Abruzzes, en Italie meridionale.

## Personnalitès nées a Città Sant'Angelo
- Filomena Delli Castelli (1916-2010), femme politique
- Massimo Oddo (14 juin 1976), footballeur
- Ruggero Pasquarelli (10 septembre 1993), acteur et chanteur

## Administration
| Période                                  | Période  | Identité          | Étiquette       | Qualité |
| ---------------------------------------- | -------- | ----------------- | --------------- | ------- |
| 8/6/2009                                 | en cours | Gabriele Florindi | Parti dèmocrate |         |
| Les données manquantes sont à compléter. |          |                   |                 |         |

### Hameaux
Annunziata, Villa Cipressi, Madonna della Pace, Crocifisso, Marina, San Martino, Fonte Umano

### Communes limitrophes
Atri (TE), Cappelle sul Tavo, Collecorvino, Elice, Montesilvano, Silvi (TE)